# Carl Anton Hedqvist
Carl Anton Hedqvist, känd som C. A. Hedqvist, född 2 februari 1830 i Piteå socken, död där 24 december 1922, var en svensk sågverksägare, skogsägare och lantbrukare.
Hedqvist, som föddes i Öjebyn, var son till sågverksägaren och kyrkvärden Anders Hedqvist och Sofia Nilsdotter Sandström. Efter faderns död 1847 övertog han tillsammans med en kusin Storfors vattensåg i Lillpite. Senare kom han att äga ångsågar i  bland annat Bergsviken och Brännfors. År 1883 bildades AB Storfors, vilket kom att bli det största skogsbolaget i södra Norrbotten. År 1917 såldes det till AB Ytterstfors-Munksund. Hedqvist var därutöver intresserad av jordbruk. Han drev hemgården Nygården i Öjebyn och gårdarna Rosfors och Karlberg i Piteå socken. Dessutom ägde han fastigheter i Arvidsjaurs och Arjeplogs socknar. 
I religiöst hänseende var Hedqvist separatist. Han lämnade statskyrkan 1859 och tillhörde därefter en separatistförsamling. Han inrättade också flera separatistskolor. Hedqvist antog under en kort period tyskt medborgarskap i Lübeck för att kunna gifta sig med sin systerdotter och sedan få giftermålet godkänt i Sverige.
År 1885 blev Hedqvist riddare av Vasaorden. Vid sin död ansågs han vara en av Sveriges mest förmögna personer. 
Hedqvist var gift första gången med Sofia Rutbäck, som var dotter till förste lantmätaren Johan Rutbäck och Catharina Bodin samt syster till borgmästaren Oscar Rutbäck i Piteå. Efter hustruns död 1890 gifte han 1891 om sig med sin systerdotter husmamsellen Selma Granström, som var dotter till kaptenen Jonas Granström i Öjebyn och Brita Serafia Hedqvist. I första äktenskapet föddes disponenterna Arvid Hedqvist och Emil Hedqvist, den senare far till konstnären och museimanen Tage Hedqvist.